# Вельке-Злієвце – Будапешт
Вельке-Злієвце – Будапешт – інтерконектор, який сполучив газотранспортні системи Словаччини та Угорщини.
Газопровід, введений в дію у 2015-му, проклали в межах політики Європейського Союзу на усебічну інтеграцію газових ринків. При цьому 30 із необхідних для проекту 170 мільйонів євро виділили саме з фондів ЄС.
Інтерконектор починається біля словацького селища Вельке-Злієвце від траси газопроводу «Братство» (основний елемент ГТС Словаччини, який надає доступ до української, чеської та австрійської газотранспортних систем), а завершальним пунктом є Вечеш, розташований на Будапештському газопровідному кільці.
Довжина трубопроводу складає 111 км, в тому числі 19 км по словацькій та 92 км по угорській території. Він виконаний в діаметрі труб 800 мм та розрахований на робочий тиск у 7,5 МПа. 
Річна пропускна здатність газопроводу первісно становила 4 млрд м3 в угорському та 1,6 млрд м3 у словацькому напрямках. Станом на 2020 рік планувалось збільшити пропускну здатність у словацькому напрямку до 5 млрд м3 на рік, що було викликане очікуваним надходженням у найближчий час до Угорщини російського газу по трубопроводу Балканський потік (призначений для транспортування ресурсу в обхід України), який наприкінці 2021-го повинен бути підключений до угорського газопроводу Сегед – Будапешт.